# Karl Kling
Karl Peter Ludwig Artur Kling (Gießen, 16 settembre 1910 – Norimberga, 18 marzo 2003) è stato un pilota automobilistico tedesco.

## Carriera

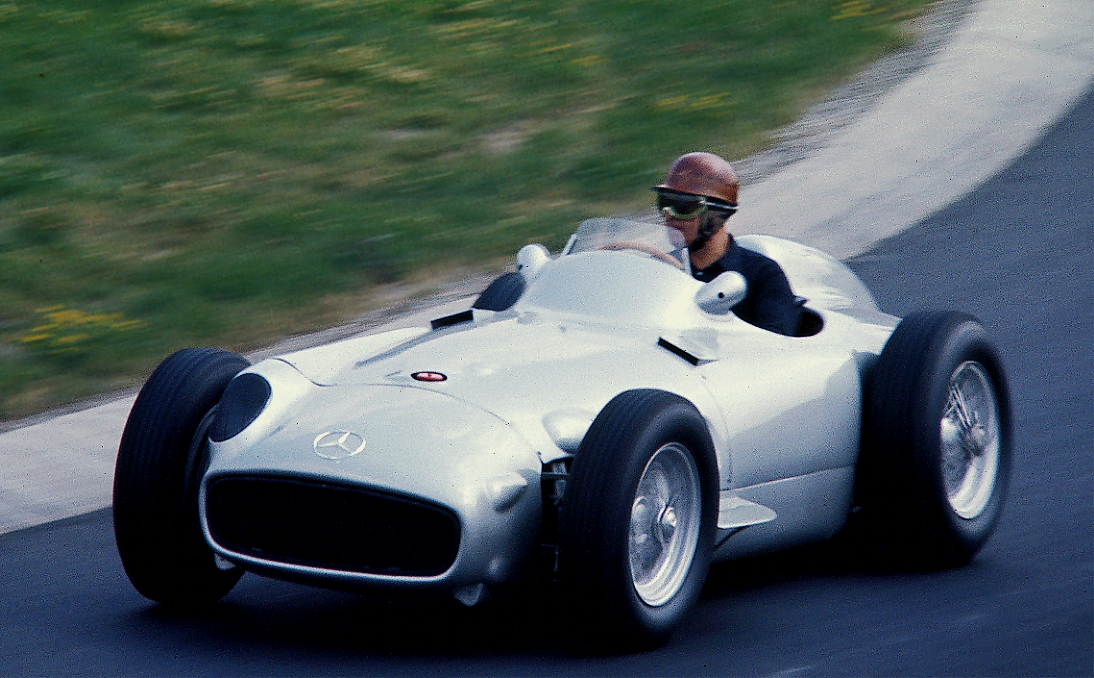
Karl Kling sulla Mercedes W196 durante una dimostrazione al Nürburgring nel 1976

Iniziò ad appassionarsi alle gare automobilistiche negli anni trenta tramite il suo lavoro di impiegato alla Daimler Benz; nel tempo libero infatti partecipò alle sue prime corse.
Durante la seconda guerra mondiale ebbe modo di guadagnare esperienza nella meccanica lavorando per la Luftwaffe e dopo il conflitto tornò alle corse su una BMW 328.
Vinse la Carrera Panamericana del 1952 alla guida di una Mercedes 300SL e debuttò in Formula 1 nel Gran Premio di Francia 1954 chiudendo al secondo posto dietro al compagno di squadra Fangio.
Nel 1955, con l'arrivo di Stirling Moss alla Mercedes, Kling venne relegato al ruolo di terzo pilota a causa dei suoi risultati poco brillanti in Campionato. Nonostante tutto fece sue le gare fuori calendario di Berlino (sul circuito dell'AVUS) e Svezia.
Al termine della stagione 1955 lasciò la Formula 1 per sostituire Alfred Neubauer alla guida di Mercedes Motorsport, negli anni in cui la casa tedesca dominava i rallies africani.
Nel 1961 portò alla vittoria la Mercedes 220SE nel Rally trans-africano Algeri-Città del Capo.
Muore nel 2003 ed oggi riposa nel Cimitero di Hemmenhofen a Gaienhofen.

## Risultati in Formula 1
| 1954 | Scuderia        | Vettura |  |  |  |   |   |   |     |     |   | Punti | Pos. |
| ---- | --------------- | ------- |  |  |  | - | - | - | --- | --- | - | ----- | ---- |
| 1954 | Daimler-Benz AG | W196    |  |  |  | 2 | 7 | 4 | Rit | Rit | 5 | 12    | 5º   |

| 1955 | Scuderia        | Vettura |   |  |  |     |     |   |     |  |  | Punti | Pos. |
| ---- | --------------- | ------- | - |  |  | --- | --- | - | --- |  |  | ----- | ---- |
| 1955 | Daimler-Benz AG | W196    | 4 |  |  | Rit | Rit | 3 | Rit |  |  | 5     | 11º  |

| Legenda | 1º posto     | 2º posto | 3º posto    | A punti         | Senza punti/Non class.  | Grassetto – Pole position Corsivo – Giro più veloce |
| Legenda | Squalificato | Ritirato | Non partito | Non qualificato | Solo prove/Terzo pilota | Grassetto – Pole position Corsivo – Giro più veloce |